# Maigret und Pietr der Lette
Maigret und Pietr der Lette (französisch: Pietr le Letton) ist ein Kriminalroman des belgischen Schriftstellers Georges Simenon. Er ist der Auftakt einer Reihe von insgesamt 75 Romanen und 28 Erzählungen um den Kriminalkommissar Maigret. Nach Angaben Simenons entstand der Roman 1929 im niederländischen Delfzijl. Andere Quellen geben ein Entstehungsdatum zwischen September 1929 und Mai 1930 an. Der Roman erschien im Mai 1931 im französischen Verlag Fayard und wurde unter verschiedenen Titeln ins Deutsche übersetzt. Die erste Fassung erschien 1935 in der Schlesischen Verlagsanstalt unter dem Titel Nordexpress in der Übersetzung von Harold Effberg. Kiepenheuer & Witsch veröffentlichte 1959 die Übersetzung Maigret und die Zwillinge von Isolde Kolbenhoff. Im Jahr 1978 brachte der Diogenes Verlag eine Neuübersetzung von Wolfram Schäfer unter dem Titel Maigret und Pietr der Lette heraus. Denselben Titel trägt auch die Übersetzung von Susanne Röckel für den Kampa Verlag aus dem Jahr 2019.
„Pietr der Lette“ nennt sich der Anführer einer europaweit agierenden Betrügerbande. Als seine Ankunft in Paris angekündigt wird, will ihn Kommissar Maigret am Bahnhof in Empfang nehmen. Doch im Zug befinden sich zwei Menschen, auf die die Beschreibung des Letten passt. Einer steigt in einem Luxushotel an den Champs-Élysées ab und nimmt Kontakte zu einem reichen amerikanischen Geschäftsmann auf. Der andere liegt ermordet in der Zugtoilette.

## Inhalt

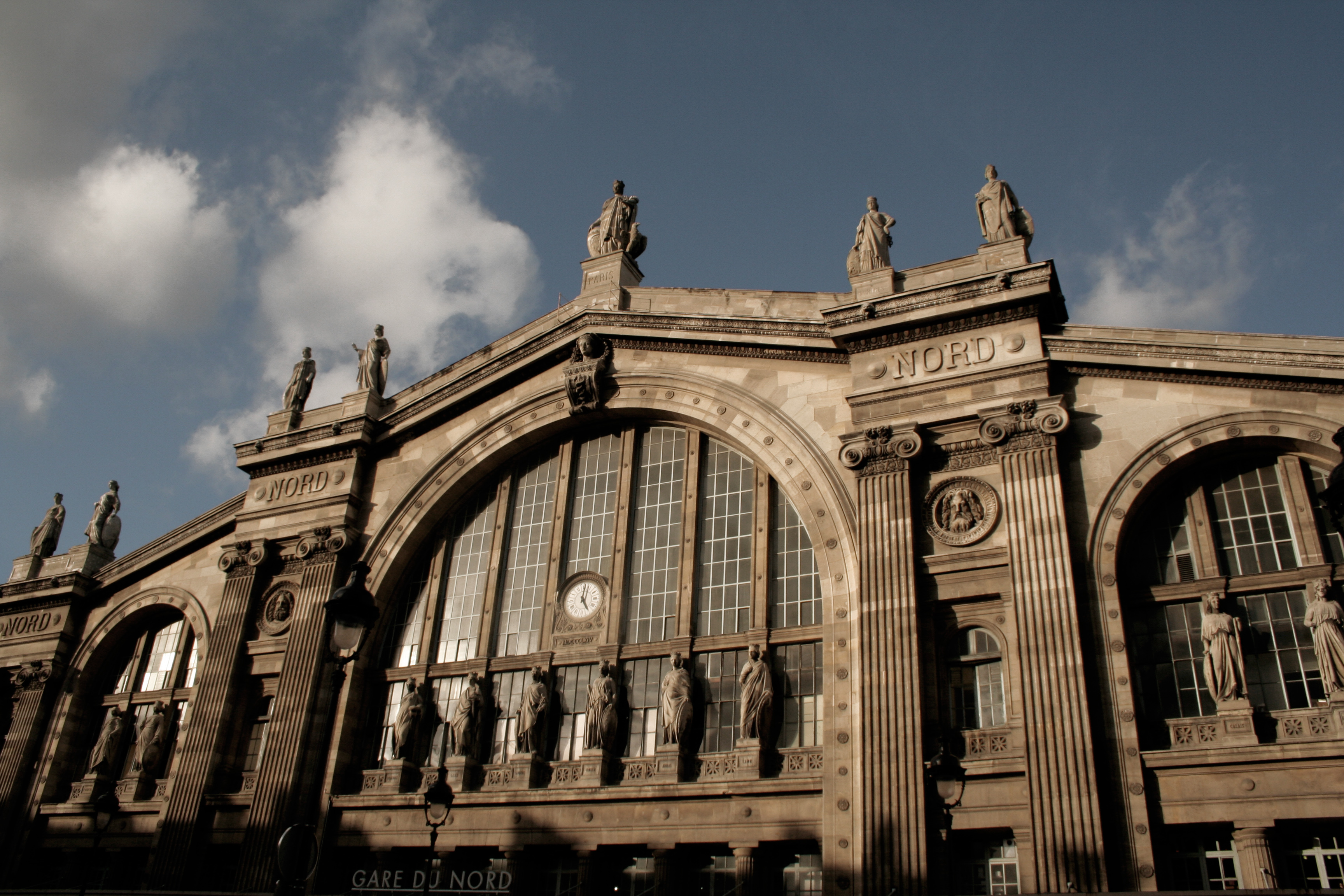
Fassade der Gare du Nord in Paris

Man schreibt November. Ein Telegramm von Interpol kündigt dem Pariser Kriminalkommissar Maigret die Ankunft Pietr des Letten im Nordexpress an. Maigret erwartet den Anführer einer international tätigen Bande von Betrügern an der Gare du Nord. Tatsächlich entsteigt dem Zug ein Mann, auf den die Beschreibung Pietr des Letten zu passen scheint, und wird von Bediensteten des Hotel Majestic abgeholt. Maigret hat jedoch keine Zeit, die Verfolgung aufzunehmen, da er von Bahnbeamten zu Hilfe gerufen wird. In der Zugtoilette befindet sich ein Toter, der aus kurzer Distanz erschossen wurde und ebenfalls der Beschreibung Pietr des Letten gleicht. Als der Kommissar ihn untersucht, findet sich in seiner Tasche lediglich ein Fotoumschlag, der eine Haarlocke enthält.
Der andere Pietr ist derweil im Hotel Majestic als Bremer Reeder Oswald Oppenheim abgestiegen. Er diniert mit dem amerikanischen Milliardär Mortimer-Levingston, dem Kontakte zur Unterwelt nachgesagt werden, und taucht anschließend spurlos unter. Maigret hält sich an den Toten, dessen Fotoumschlag ihn in die Normandie führt. Dort lebt im kleinen Fischerörtchen Fécamp eine Frau namens Berthe Swaan. Ihr Mann, der geheimnisumrankte Seemann Olaf Swaan, ist abwesend, doch die gemeinsame Tochter erinnert Maigret vom Äußeren her ebenso an Pietr wie der Russe Fédor Yurovich, den er aus dem Haus der Swaans treten sieht. Allerdings legt Yurovich, schäbig gekleidet und ein Säufer, ein ganz anderes Verhalten an den Tag als der elegante, feinsinnige Lette. Yurovich führt Maigret zurück nach Paris, wo er mit seiner Freundin Anna Gorskin in einer Absteige im Judenviertel lebt.
Maigret setzt sich nun auf die Spur Mortimer-Levingstons, den er in ein Nachtlokal verfolgt, während sein Assistent Torrence das Hotel Majestic überwachen soll. Vor dem Nachtlokal wird Maigret angeschossen, doch nur leicht verletzt. Als er zum Hotel zurückeilt, ist Torrence ermordet worden. Die Taten lassen sich bald als Werk des Profikillers Pepito Moretto aufklären, doch unklar bleibt, in wessen Auftrag er handelte. Maigret kann sich jedenfalls nicht von Gewissensbissen wegen des Todes seines jungen Assistenten freimachen.

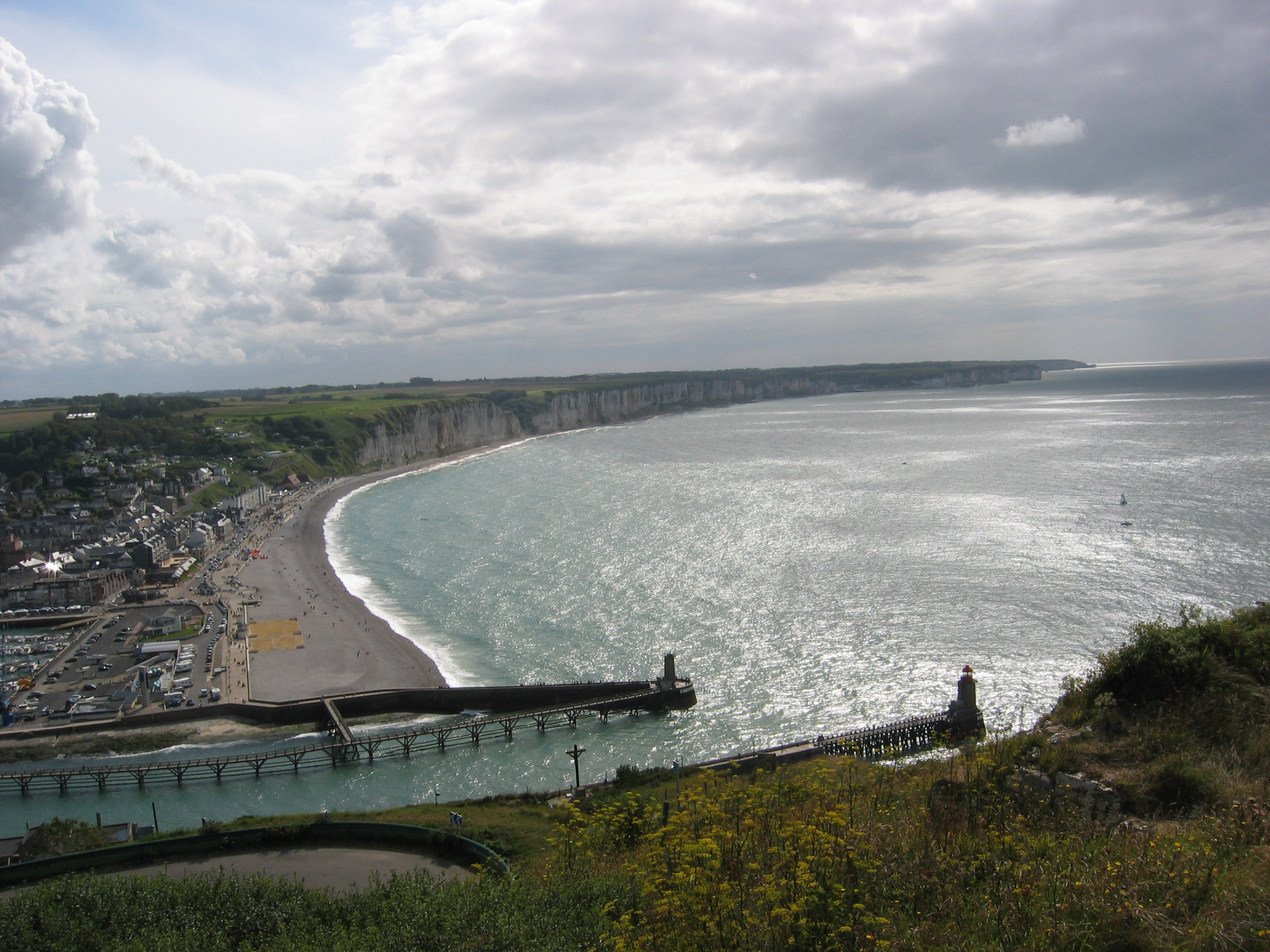
Strand von Fécamp

Überraschend taucht der verschwundene Oswald Oppenheim wieder im Hotel Majestic auf, als sei nichts geschehen. Maigret weicht nun nicht mehr von seiner Seite und beschattet ihn, bis der Verfolgte unter dem Druck der Observation zusammenbricht. Plötzlich beginnen sich in seinem Verhalten die beiden Identitäten des eleganten Pietr und des Trinkers Yurovich zu vermischen. Unter der psychischen Anspannung gelingt es ihm nicht länger, die beiden gespielten Rollen auseinanderzuhalten. Maigret verhört den entlarvten Betrüger in dessen Hotelzimmer, bis Mortimer-Levingston in die Szene platzt und von Anna Gorskin erschossen wird. Im entstehenden Chaos kann Pietr erneut entkommen, doch Maigret ahnt, wohin er flüchtet, und begibt sich nach Fécamp zu Frau Swaan, um den Flüchtigen ein letztes Mal ausfindig zu machen.
Hier kommt schließlich die Wahrheit über die Zwillinge Pietr und Hans Johannson ans Licht. Sein Leben lang stand Hans im Schatten seines Bruders. Dieser war nicht nur der echte Pietr der Lette, der erfolgreiche Betrüger und Partner Mortimer-Levingstons, sondern bediente sich auch der zahlreichen Tarnidentitäten, mit denen es Maigret während des Falls zu tun bekam. Unter anderem lebte er als Olaf Swaan eine Scheinexistenz an der Seite Berthes, der ursprünglich von Hans geliebten Frau. Als Hans die Überlegenheit seines Bruders nicht länger ertrug, brachte er ihn im Nordexpress um, und nahm dessen Rolle ein. Mortimer-Levingston entlarvte den Zwillingsbruder sofort, nötigte ihn jedoch, in den Masken Pietrs dessen betrügerische Geschäfte fortzuführen. Anna Gorskin, die Freundin von Hans, erschoss den Amerikaner, um ihren Geliebten aus dessen Fängen zu befreien. Nach Hans’ Geständnis nimmt ihn Maigret nicht fest, sondern lässt ihm die Gelegenheit, sich selbst zu richten.

## Entstehung und Veröffentlichung

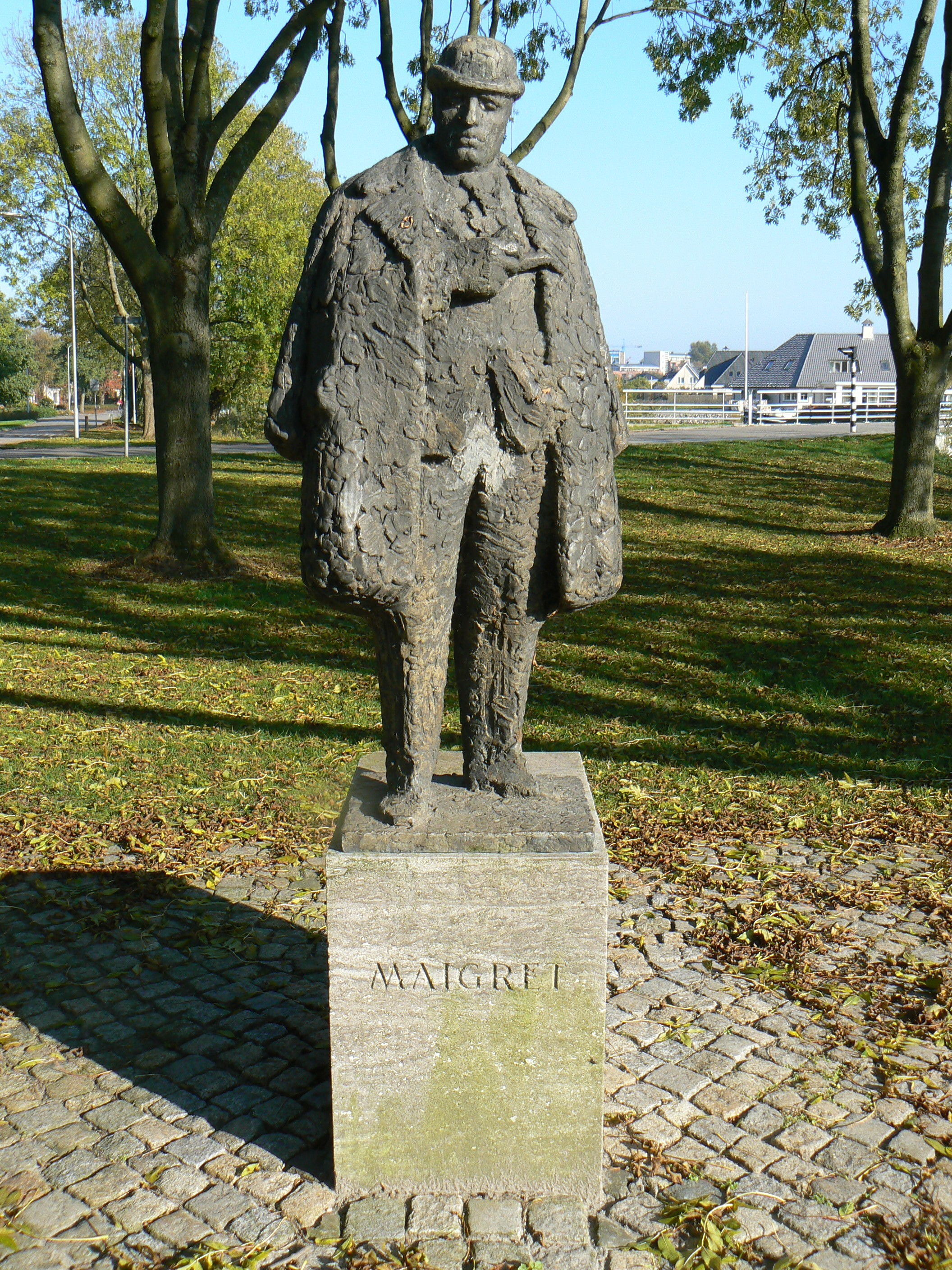
Maigret-Statue von Pieter d’Hont in Delfzijl

Georges Simenon gab später an, die Figur Maigret im Winter 1929/1930 in einem Café in der niederländischen Hafenstadt Delfzijl erfunden zu haben, wo sein Boot, die Ostrogoth, vor Anker lag. Bereits am nächsten Tage habe er das erste Kapitel von Pietr-le-Letton verfasst. Spätere Untersuchungen wiesen allerdings nach, dass in Delfzijl ein anderer Roman entstand, während Pietr-le-Letton noch im April oder Mai 1930 redigiert wurde. Maigrets Verleger Fayard sträubte sich zuerst gegen eine Veröffentlichung, stimmte schließlich aber der Herausgabe einer ganzen Reihe von Romanen um Maigret zu, die ersten Werke von Georges Simenon, die dieser nicht unter Pseudonym, sondern unter seinem eigenen Namen veröffentlichte. Simenon schrieb mehrere Maigret-Romane vorab, von denen schließlich im Februar 1931 Monsieur Gallet, décédé und La Pendu de Saint-Pholien als Auftakt der Reihe veröffentlicht wurden. Pietr-le-Letton erschien in Buchform als fünfter Band der Maigret-Reihe im Mai 1931. Zuvor war er als Fortsetzungsroman in dreizehn Folgen vom 19. Juli bis 11. Oktober 1930 in Fayards Zeitschrift Ric Rac vorabveröffentlicht worden.
Innerhalb weniger Monate wurden die Maigret-Romane in acht Sprachen übersetzt. Die erste deutsche Übersetzung von Harold Effberg erschien 1935 unter dem Titel Nordexpress in der Schlesischen Verlagsanstalt, damals noch mit dem eingedeutschten Autorennamen: „Georg Simenon“. Nach dem Krieg publizierten Kiepenheuer & Witsch und der Heyne Verlag die Maigret-Romane auf Deutsch. In beiden Reihen wurde Pietr-le-Letton als Maigret und die Zwillinge – ein Titel, der bereits die Auflösung der Handlung vorwegnimmt – in der Übersetzung von Isolde Kolbenhoff publiziert, 1959 von Kiepenheuer & Witsch, 1966 von Heyne. 1977 übernahm der Diogenes Verlag die Rechte an Simenons Werk und brachte den Roman ab 1978 in verschiedenen Ausgaben als Maigret und Pietr der Lette in der Übersetzung von Wolfram Schäfer heraus.

## Stellung in der Maigret-Reihe
Bereits in Maigret und Pietr der Lette sind viele Details angelegt, die die Maigret-Reihe in den folgenden Jahrzehnten bestimmen sollten: Maigrets Pfeife, der Ofen, an dem sich der Kommissar in seinem Büro aufwärmt, und das Wetter, das einen besonderen Einfluss auf Maigrets Befinden ausübt: So wird er in Maigret und Pietr der Lette mehrfach bis auf die Knochen durchnässt. Maigret ist im Roman 45 Jahre alt, ein Alter, das er bis auf wenige Ausnahmen, die Anfang und Ende seiner Karriere beleuchten, in der Serie beibehält. Auch Madame Maigret tritt am Ende von Maigret und Pietr der Lette das erste Mal auf und spielt bereits die Rolle, die sie in der Serie beibehalten wird: einer das Essen zubereitenden Hausfrau, die auf ihre Fragen vom brummigen Mann keine Antworten erhält. Der Untersuchungsrichter Coméliau, der sich später zu einem Antagonisten Maigrets mit entgegengesetzter Ideologie entwickeln wird, hat ebenso seinen ersten Auftritt wie Maigrets Mitarbeiter Lucas, Dufour und Torrence. Letzterer stirbt im Verlauf der Handlung, steht aber dessen ungeachtet in den folgenden Romanen wieder lebendig an Maigrets Seite. Simenon gab später zu, einfach vergessen zu haben, dass Torrence bereits getötet war.

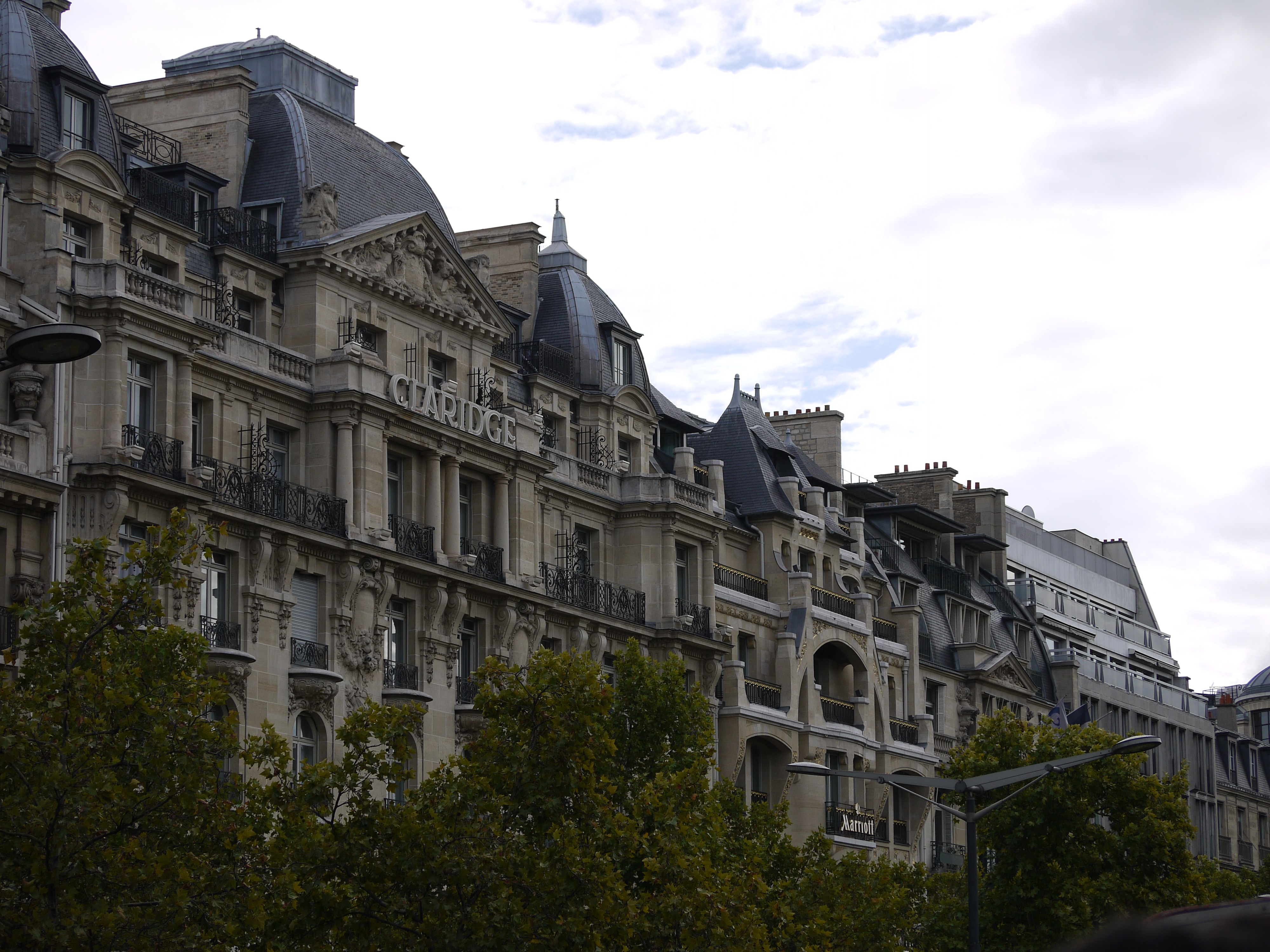
Hôtel Claridge in der Avenue des Champs-Élysées, das Vorbild für das Majestic

Ungewöhnlich bleibt allerdings Maigrets Äußeres, das im ersten Roman als „riesig und knochig“ bezeichnet wird, ja sogar zum Teil als muskulös. Später wird sich zu seiner Größe eher ein Hang zum Übergewicht gesellen, ist der Kommissar noch immer eine imposante, aber vor allem massige Erscheinung. Maigrets Charakter ist allerdings schon mit jener Empfindsamkeit ausgestattet, die im Gegensatz zu seinem groben Äußeren steht. Körperliches Unbehagen, ob vom Wetter oder schlechter Kleidung verursacht, lässt den Kommissar regelmäßig auch psychisch leiden. Oft gibt er sich mürrisch und wortkarg. Er widersetzt sich politischer Einflussnahme in seine Fälle, missbilligt gesellschaftlichen Snobismus und fühlt sich etwa in der Umgebung des Luxushotels fremd und unwillkommen. Das Hotel Majestic wird später in Maigret und die Keller des „Majestic“ noch eine zentrale Rolle spielen. Doch es entspricht nicht dem realen Luxushotel gleichen Namens aus der Avenue Kléber, sondern erinnert mit seiner Lage an den Champs-Élysées eher an das Hôtel Claridge.
Auch eine charakteristische Beschreibung der Weltanschauung und des Vorgehens Maigrets findet sich in Maigret und Pietr der Lette: „In jedem Missetäter, in jedem Banditen steckt ein Mensch, aber auch und vor allem ein Spieler, ein Gegner, und auf ihn hat es die Polizei abgesehen.“ Im Innern des Verbrechers gebe es einen Riss, und Maigret „suchte, erwartete, bedauerte vor allem den Riß. Mit anderen Worten: den Augenblick, in dem hinter dem Spieler der Mensch erscheint.“ Maigret verfolgt die Verbrecher mit Unerschütterlichkeit und Hartnäckigkeit, vor allem aber mit einer unendlichen Geduld. Hat er sie gestellt, geht die Verbundenheit zwischen Jäger und Gejagtem in Maigret und Pietr der Lette so weit, dass beide, von einem Ausflug ins Wasser durchnässt, am Ende in Bademäntel eingepackt und fröstelnd in einem Hotelzimmer beieinandersitzen, und Maigret der Lebensgeschichte des Täters lauscht. Bereits in seinem ersten Roman tritt die Menschlichkeit des Kommissars zutage, sein Mitgefühl mit dem Verbrecher, seine Methode der Sympathie und des Einfühlungsvermögens.

## Rezeption
Die Maigret-Romane lösten von Anfang an in der französischen Presse reges Interesse aus. Pietr le Letton nannte die Nouvelle Revue critique 1931 „eine geschickt konstruierte Geschichte von einem Schriftsteller mit überquellender Phantasie“. Die internationalen Kritiken waren durchwachsener. So bezeichnete die New York Herald Tribune die englische Übersetzung des Romans 1933 als „etwas dünne Geschichte“. Noch 1999 wurde Pietr le Letton bei einer Umfrage in Frankreich zu den 100 Büchern des Jahrhunderts von Le Monde gewählt.
Im Rückblick gilt Pietr le Letton vielen als nicht überragender Roman innerhalb der Maigret-Serie oder Simenons Gesamtwerk. Peter Luedi erkannte etwa „noch viele Ungereimtheiten, und Maigrets Darstellung als Draufgänger, als Held, wirkt ein bisschen deplatziert und übertrieben.“ Ähnlich wertete die Internetseite maigret.de: „In diesem ersten Roman sieht es so aus, als würde nicht nur Maigret die Methode fehlen, sondern auch Simenon lässt sie missen. […] Das irritierende Auftreten des Polizisten ist weniger im Wesen des Kommissars zu suchen, als vielmehr im Schreibstil seines Schöpfers.“ Frank Böhmert empfahl den Roman „nur für Maigret-Historiker. Simenon hat viel bessere Romane geschrieben.“ Tilmann Spreckelsen freute sich dagegen über „die schönen Regenbilder aus der Provinz“ und den „Kommissar, der eine Affäre mit seinem Ofen zu haben scheint“, fragte sich angesichts einer Frau Swaan allerdings, ob er die Zeit seines Maigret-Marathons mit der Lektüre von Prousts Monumentalwerk Auf der Suche nach der verlorenen Zeit nicht gewinnbringender verbringen könnte.
Pietr le Letton wurde zweimal verfilmt, in den Fernsehserien Maigret mit Rupert Davies (1963) und Les Enquêtes du commissaire Maigret mit Jean Richard (1972). Im Jahr 2002 produzierten SFB und ORB ein Hörspiel unter der Regie von Susanne Feldmann. Den Maigret sprach Friedhelm Ptok, Pietr den Letten Jens Wachholz. Weitere Rollen übernahmen Nina Herting und Daniel Minetti. Gert Heidenreich las 2006 eine Hörbuchproduktion des Diogenes Verlags ein, Walter Kreye 2019 eine des Audio Verlags.

## Ausgaben
- Georges Simenon: Pietr le Letton. Fayard, Paris 1931 (Erstausgabe).
- Georg Simenon: Nordexpress. Übersetzung: Harold Effberg. Schlesische Verlagsanstalt, Berlin 1935.
- Georges Simenon: Maigret und die Zwillinge. Übersetzung: Isolde Kolbenhoff. Kiepenheuer & Witsch, Köln 1959.
- Georges Simenon: Maigret und die Zwillinge. Übersetzung: Isolde Kolbenhoff. Heyne, München 1966.
- Georges Simenon: Maigret und Pietr der Lette. Übersetzung: Wolfram Schäfer. Diogenes, Zürich 1978, ISBN 3-257-20502-3.
- Georges Simenon: Maigret und Pietr der Lette. Sämtliche Maigret-Romane in 75 Bänden, Band 1. Übersetzung: Wolfram Schäfer. Diogenes, Zürich 2008, ISBN 978-3-257-23801-3.
- Georges Simenon: Maigret und Pietr der Lette. Übersetzung: Susanne Röckel. Kampa, Zürich 2019, ISBN 978-3-311-13001-7.